# Krasno Selo (metropolitana di Sofia)
Krasno Selo è una stazione della linea M3 della metropolitana di Sofia.

## Storia
La stazione è stata attivata il 26 agosto 2020. Per i primi mesi di attività della linea, è stata il capolinea occidentale della linea M3, fino al 24 aprile 2021, quando è entrato in funzione il prolungamento fino a Gorna banja.

## Strutture e impianti
La stazione, progettata dall'architetto Krasen Andreev, è sotterranea ed è dotata di 2 binari, serviti da altrettante banchine.

## Servizi
La stazione ha 4 uscite ed è dotata di ascensori per le persone a mobilità ridotta.
- Biglietteria

## Interscambi
Nelle vicinanze della stazione effettuano fermata alcune linee urbane di superficie automobilistiche.
- Fermata autobus (linee 63, 83, 102, 260)[3]